# 张仲秋
张仲秋（1958年9月—），男，汉族，河北景县人，中华人民共和国政治人物。曾任中华人民共和国农业部、农业农村部国家首席兽医师（官）